# Antnäs
Antnäs ist eine Ortschaft (Tätort) in der schwedischen Provinz Norrbottens län und der historischen Provinz Norrbotten. Der Ort gehört zur Gemeinde Luleå.
Antnäs liegt 20 Kilometer südlich von Luleå an der Europastraße 4. Des Weiteren führt der Riksväg 94 nach Arvidsjaur durch Antnäs.